# Nilsvelia
Nilsvelia is een geslacht van wantsen uit de familie beeklopers (Veliidae). Het geslacht werd voor het eerst wetenschappelijk beschreven door Cassis in Hodgins.

## Soorten
Het genus bevat de volgende soorten:

- Nilsvelia milleri (Andersen & Weir, 2003)
- Nilsvelia ventrospinosa (Andersen & Weir, 2003)